# Жервохор (Иматија)
Жервохор, Чрвор или Стари Жервохор (грч. Παλαιό Ζερβοχώρι) је насељено место у општини Негуш у периферији Средишња Македонија, Грчка. Према попису из 2021. године било је 259 становника.
Према бугарском географу и историчару, Василу Канчову, у Жервохору је 1900. године живело 240 Словена хришћана. После 1924. године насељен је вечи број грчких избегличких породица из Турске. Грчке избеглице се 1932. године смештају у новоизграђено насеље Горњи Жервохор, тако да Жервохор остаје словенско насеље.